# Nieul-le-Virouil
Nieul-le-Virouil és un municipi francès situat al departament del Charente Marítim i a la regió de la Nova Aquitània. L'any 2007 tenia 571 habitants.

## Demografia

### Població
El 2007 la població de fet de Nieul-le-Virouil era de 571 persones. Hi havia 241 famílies de les quals 62 eren unipersonals (33 homes vivint sols i 29 dones vivint soles), 73 parelles sense fills, 73 parelles amb fills i 33 famílies monoparentals amb fills.
La població ha evolucionat segons el següent gràfic:
Habitants censats

### Habitatges
El 2007 hi havia 307 habitatges, 242 eren l'habitatge principal de la família, 34 eren segones residències i 31 estaven desocupats. 298 eren cases i 8 eren apartaments. Dels 242 habitatges principals, 192 estaven ocupats pels seus propietaris, 46 estaven llogats i ocupats pels llogaters i 4 estaven cedits a títol gratuït; 18 tenien dues cambres, 48 en tenien tres, 68 en tenien quatre i 107 en tenien cinc o més. 195 habitatges disposaven pel capbaix d'una plaça de pàrquing. A 104 habitatges hi havia un automòbil i a 115 n'hi havia dos o més.

### Piràmide de població
La piràmide de població per edats i sexe el 2009 era:
| Homes | Edats   | Dones |
| ----- | ------- | ----- |
| 0     | 95 o +  | 0     |
| 0     | 90 a 94 | 4     |
| 8     | 85 a 89 | 0     |
| 4     | 80 a 84 | 4     |
| 16    | 75 a 79 | 20    |
| 12    | 70 a 74 | 24    |
| 20    | 65 a 69 | 16    |
| 8     | 60 a 64 | 16    |
| 12    | 55 a 59 | 16    |
| 12    | 50 a 54 | 16    |
| 24    | 45 a 49 | 24    |
| 24    | 40 a 44 | 12    |
| 8     | 35 a 39 | 16    |
| 24    | 30 a 34 | 32    |
| 12    | 25 a 29 | 24    |
| 8     | 20 a 24 | 20    |
| 12    | 15 a 19 | 16    |
| 16    | 10 a 14 | 12    |
| 16    | 5 a 9   | 16    |
| 12    | 0 a 4   | 8     |

## Economia
El 2007 la població en edat de treballar era de 363 persones, 269 eren actives i 94 eren inactives. De les 269 persones actives 226 estaven ocupades (125 homes i 101 dones) i 42 estaven aturades (19 homes i 23 dones). De les 94 persones inactives 34 estaven jubilades, 23 estaven estudiant i 37 estaven classificades com a «altres inactius».

### Ingressos
El 2009 a Nieul-le-Virouil hi havia 248 unitats fiscals que integraven 603,5 persones, la mediana anual d'ingressos fiscals per persona era de 15.472 €.

### Activitats econòmiques
Dels 16 establiments que hi havia el 2007, 1 era d'una empresa de fabricació d'altres productes industrials, 6 d'empreses de construcció, 4 d'empreses de comerç i reparació d'automòbils, 2 d'empreses d'hostatgeria i restauració i 3 d'empreses classificades com a «altres activitats de serveis».
Dels 9 establiments de servei als particulars que hi havia el 2009, 1 era una funerària, 1 paleta, 1 guixaire pintor, 2 fusteries, 1 electricista, 1 perruqueria i 2 restaurants.
L'únic establiment comercial que hi havia el 2009 era una carnisseria.
L'any 2000 a Nieul-le-Virouil hi havia 32 explotacions agrícoles que ocupaven un total de 798 hectàrees.

## Equipaments sanitaris i escolars
El 2009 hi havia una escola elemental integrada dins d'un grup escolar amb les comunes properes formant una escola dispersa.

## Poblacions més properes
El següent diagrama mostra les poblacions més properes.